# Крусанов, Павел Васильевич
Па́вел Васи́льевич Круса́нов (род. 14 августа 1961, Ленинград) — современный русский писатель-прозаик, редактор, техник звукозаписи, инженер, садовник, печатник. Брат историка русского авангарда Андрея Крусанова.

## Биография
Родился в семье служащих. Часть детства прожил в Египте. Окончил Педагогический институт им. А. И. Герцена (ЛГПИ) по специальности «география и биология».
В первой половине 1980-х — активный представитель музыкального андеграунда, член Ленинградского рок-клуба, участник группы «Абзац». В те же годы участвовал в выпуске литературного самиздатского журнала «Гастрономическая суббота». Работал осветителем в кукольном театре, садовником, техником звукозаписи, инженером по рекламе, печатником офсетной печати. С 1989 года начал работать в издательствах на редакторских должностях («Васильевский остров», «Тритон», «Северо-Запад», «Азбука», «Лимбус Пресс», «Амфора»).
С 1989 года публикуется в официальных изданиях (журналы: «Родник», «Звезда», «Русский разъезд», «Московский вестник», «Черновик», «Сумерки», «Соло», «Октябрь», «Комментарии»). С 1992 года — член Союза писателей Санкт-Петербурга. Лауреат премий: журнала «Октябрь» за роман «Укус ангела», «Созидающий мир» (2020), «Гипертекст» (2023). Финалист литературных премий: «Северная Пальмира» (1996), «АБС-премия» (2001), «Национальный бестселлер» (2003, 2006, 2010, 2015), «Большая книга» (2010). Коллекционирует жесткокрылых. Женат, имеет двух сыновей.
В 2022 году подписал письмо в поддержку российского военного вторжения на Украину и в дальнейшем активно выступал за продолжение войны.

## Творчество
В 1990 году вышла первая книга «Где венку не лечь» — роман-притча о братьях Зотовых, несущих в себе собственную гибель. В начальном периоде творчества отчасти заметно влияние Уильяма Фолкнера, признаваемое и самим автором. В первую очередь оно сказывается в использовании сквозных персонажей, мозаичном построении композиции, неразрывном переплетении и взаимопроникновении прошлого и настоящего. В дальнейшем Крусанов частично переработал роман и выпустил его в 2001 году под новым названием «Ночь внутри».
С начала 1990-х годов творческая манера Крусанова претерпела изменения — сперва в сторону изощрённых постмодернистских конструкций («Знаки отличия», 1995), а затем в направлении альтернативного реализма и освоения формы «имперского романа».
Увлекшись в 1996—1997 годах изучением карело-финского эпоса, Крусанов переложил в форме эпического романа корпус рун «Калевалы», собранный Элиасом Лённротом («Рунопевец»; повторно книга вышла в 2004 году под названием «Калевала»). Вплоть до настоящего времени это переложение является наиболее полным.
После выхода романа «Укус ангела» к Крусанову пришла всероссийская известность, и за автором закрепилась репутация «имперца». Книга вызвала шквал рецензий и отзывов, однако критики так и не смогли прийти к определённому мнению ни относительно жанра романа (его определяли то как «интеллектуальное фэнтези», то как «антиутопию», то как «альтернативную историю», то как «неомифологизм»), ни относительно его идейных и художественных достоинств. Характерная оппозиция оценок выглядела так: «Петербургский литератор Крусанов написал мощнейший роман XXI века» (Лев Данилкин, журнал «Афиша»); «Павел Крусанов и его книга „Укус ангела“ — первая проба ценителей имперских сапог в области изящной словесности» (Дмитрий Ольшанский, «Новая русская книга»). Промежуточный итог этого спора подвел журнал «Playboy»: «Павел Крусанов — писатель настолько хороший, что разные идиоты даже обвиняют его в фашизме. Что обычно происходит с людьми безупречно творческими». Несмотря на разброс мнений, а, возможно, и благодаря ему, за год книга выдержала четыре издания. Следующий роман «Бом-бом» (2002) вызвал аналогичную, хотя и более сдержанную, реакцию критики, что не помешало ему стать финалистом премии «Национальный бестселлер» (2003). Роман описывает историю старинного дворянского рода Норушкиных, который издавна самим провидением поставлен охранять подземную «чертову башню» с мистическим «гневизовом» — орудием пробуждения русского бунта. Метод, которым воспользовался Крусановым в романе, критики определили как ловушку: «Ловушка эта — неожиданное вплетение фантастической ниточки в серый холст повседневной жизни».
В 2005 году в издательстве «Амфора» вышел роман «Американская дырка», действие которого происходит в ближайшем будущем — 2010—2011 годах. Один из главных персонажей романа — Сергей Курёхин, который, оказывается, не умер в 1996 году, а просто, достигнув полного совершенства в профессии музыканта, решил начать свою карьеру с нуля и попробовать свои силы на новом поприще, — затевает авантюру-провокацию с целью вовлечь в проект США, тем самым уничтожив «самый меркантильный человечник».
В разные годы Крусанов работал составителем сборников и альманахов «Семь вёрст до небес» (1990), «Русский разъезд» (1993), «Ё» (1996), «Митьки. Выбранное» (1999), «Синяя книга алкоголика» (2006).

## Семья
- Брат — Андрей Васильевич Крусанов (род. 1958), советский и российский литературовед, историк искусства[4].

## Литературные премии
- 2017 — Книга «Железный пар» вошла в лонг-лист литературной премии Ясная Поляна[5].
- 2020 — Лауреат премии «Созидающий мир» в номинации «Проза» за роман «Яснослышащий»
- 2023 — Лауреат первого сезона Всероссийской литературной премии «Гипертекст» имени Александра Чаковского в номинации «Проза» за сборник короткой прозы «Голуби»[6].

## Избранная критика
- Игорь Клех. «Стрекозиные песни» Крусанова (о книге Павла Крусанова «Бессмертник») // «Знамя». — 2001. — № 4.
- Михаил Волков. Бом-Бом (о книге Павла Крусанова «Бом-Бом») // «Новая русская книга». — 2002. — № 2.
- Станислав Секретов. Между миром и революцией (о книге Павла Крусанова «Железный пар») // «Homo Legens». — 2016. — № 3.
- Валерия Галкина. Диалог с «внутренним покойником» (о книге Павла Крусанова «Царь головы») // «Литературная газета». — 2016. — № 10—11.
- Иван Волосюк. Яснослышащие наследуют землю. Акустическая утопия Павла Крусанова: взгляд из Донецка// Год литературы, — 2019